# Les Hypermondes
Ne doit pas être confondu avec Festival Hypermondes.
Les Hypermondes est une collection française de romans de science-fiction créée en 1935 aux éditions La Fenêtre ouverte (LFO).
Première collection de science-fiction en France, elle a été mise en place et dirigée par Régis Messac. Cependant, la Seconde Guerre mondialea rapidement mis un terme à cette entreprise. Ainsi, malgré un programme prévisionnel de seize romans, la collection comprend seulement trois ouvrages publiés entre 1935 et 1937.

## Origine du nom
Pour nommer cette collection, Régis Messac propose le terme d'hypermonde qu'il présente en préface du Quinzinzinzili comme « les mondes hors du monde, à côté du monde, au-delà du monde, inventés, devinés ou entrevus par des hommes à la riche imagination, des poètes ».
Le sens de ce mot se retrouve aujourd'hui dans l'univers de la science-fiction, comme en témoigne l'usage qu'en fait Serge Lehman dans le titre de l'introduction à son anthologie Chasseurs de chimères, l’âge d’or de la science-fiction française (éditions Omnibus, 2006) : « Hypermondes perdus ». 
Cependant, en 1935, ce terme n'est pas un néologisme. Il a déjà été utilisé, en 1914, dans un sens voisin, par l'écrivain Paul Valéry, qui écrit : « Le réel serait le tout dont ce que nous apercevons est la partie. Et d'autre part c'est la notion vague de la possibilité de combiner, de la possibilité de possibiliser, pouvoir apparent qui fait concevoir le "monde" comme cas particulier au regard de "l'esprit" qui a causé la genèse des hypermondes. Notre idée du monde est plus pauvre que le monde. Mais de cette même idée, nous tirons sans effort une infinité d'autres idées de mondes. »
En remontant un peu plus loin dans le temps, on trouve, à la date du 15 février 1906, dans les pages libres du n° 2 de la Revue occidentale, philosophique, sociale et politique, un article signé du colonel E. de Lacombe intitulé « La maladie contemporaine ». Lacombe y traite du train de la transformation du monde solaire et de l'univers et des « divagations cosmogoniques » de savants qui éprouvent le besoin de remettre tout en question chaque matin dans le domaine des arts, de la littérature, de la morale, de la philosophie, de la politique et même de la géométrie. Le colonel écrit : « Dans la géométrie, c'est bien pis encore. [...] Fatigués de mouvoir leur pensée dans un mode aussi mesquin que le nôtre, nos Géomètres ont imaginé une géométrie à quatre dimensions. [...] On [y] parle de lignes, de surfaces, de volumes, qui ne se comportent pas comme les nôtres [...] ce sont des hyperlignes, des hypersurfaces et des hypervolumes; en un mot, c'est un hypermonde... »
À cet égard et plus généralement, voir : Olivier Messac, Brêve histoire des hypermondes, 1935-2021, Paris, Éditions ex nihilo, 2021. 
En 2021, le premier festival consacré aux mondes de l'imaginaire en Nouvelle-Aquitaine se nomme « Festival Hypermondes » en hommage à cette collection.

## Publications
1. Quinzinzinzili, roman de Régis Messac (1935)
2. La Guerre du lierre, recueil de nouvelles de David H. Keller (1936)
3. La Cité des asphyxiés, roman de Régis Messac (1937)

## Programme prévisionnel
1. Les Hommes volants ou les Aventures de Pierre Wilkins [1763], roman de Robert Paltock
2. Animula (The Diamond Lens [1858]), roman de Fitz James O'Brien traduit par Régis Messac et prépublié dans les Primaires en 1931
3. Le Miroir Flexible, roman de Columbus North  prépublié dans les Primaires en 1933-1934
4. Le Nouveau Gulliver [1886], roman de Desfontaines (1685-1745)
5. Aventures souterraines de Niels Klim [Voyage de Nicolas Klimius dans le monde souterrain, 1741], roman de Louis Holberg
6. Le Vril (The Coming Race [1873]), roman d'Edward Bulwer-Lytton
7. Musique Arachnéenne, roman de Sancho Llorente prépublié dans les Primaires en 1932-1933
8. Hémo [1886], roman d’Émile Dodillon
9. Cinis in Cinerem, roman en partie prépublié dans le Quotidien en 1936, et le Geleur de rêves, roman inédit de Laurent Zurbarran
10. [Le Mystère de] Monsieur Ernest, Ardinghera et la Taupe d'or, trois romans de Gontran Lenoir prépubliés dans le Quotidien en 1928, 1931 et 1934[8].